# Median Cut
Zentralwert-Schnitt (engl. median cut, in einigen Programmen auch als Median-Schnitt bezeichnet) ist ein Sortierverfahren für n‑dimensionale Daten. Diese werden schrittweise in Gruppen ähnlicher Werte unterteilt, indem eine Wertegruppe an ihrem Zentralwert unterteilt wird.
Der Algorithmus kann unter anderem zur Farbreduktion bei digitalen Bildern genutzt werden. Er operiert dazu auf einem dreidimensionalen Histogramm des Bildes und produziert eine ausgewogene Verteilung der ursprünglichen Farben auf die Farben des farbreduzierten Bildes. Der Farbraum des Bildes wird durch das Verfahren in immer kleinere Würfel unterteilt, bis die Anzahl der Würfel der Anzahl der gewünschten Farben entspricht.